# Labanda keyalis
Labanda keyalis är en fjärilsart som beskrevs av M.Gaede 1937. Labanda keyalis ingår i släktet Labanda och familjen trågspinnare. Inga underarter finns listade i Catalogue of Life.